# Лейрія – Туй
Лейрія – Туй – один з елементів газотранспортної системи Португалії.
Споруджений в 1997 – 1998 роках трубопровід Лейрія – Туй забезпечує маневр ресурсом у північній частині Португалії. На південному завершенні він має сполучення з газопроводами Сінеш – Лейрія (доступ до ресурсу, імпортованого через термінал для прийому зрідженого природного гзау Сінеш ЗПГ) та Кампо-Майор – Лейрія (доступ до іспанської газотранспортної системи, зокрема, до газового хабу в Кордові). Північне завершення сполучене з іспанським газопроводом Ов'єдо – Туй (може транспортувати ресурс з терміналів для прийому ЗПГ Мугардос та Ель-Мюсель). Також варто відзначити, що поблизу Лейрії діє єдине в країні підземне сховище газу Карріку.
Довжина траси Лейрія – Туй становить 284 кілометра. Її південна ділянка завдовжки 165 кілометрів до Гондомар виконана в діаметрі 700 мм, тоді як між Гондомар та Туй на відтинку довжиною 119 кілометрів використали діаметр труб 500 мм.
Із Лейрія – Туй ресурс може передаватись до газопроводу Монфорте — Гуарда — Коїмбра.[сторінка?] Великим споживачем протранспортованого блакитного палива є ТЕС Тапада-де-Оутеріо.